# 楊昇 (播州)
楊昇（1377年—1440年），字孟高，號庸齋，第22任播州土司，活躍於明朝初年。
楊昇是前任土司楊鏗之子。他於建文元年（1399年）跟隨父親楊鏗入朝。楊鏗請求致仕，得到准許，由楊昇繼任播州宣慰使之職。楊鏗在回播州途中去世，楊昇扶其靈柩回播州安葬。
洪武三十五年（1402年）九月，播州宣慰使楊昇、思南宣慰使田大雅、貴州宣慰使宋斌赴南京，進貢水銀硃砂等物。永樂元年四月，遣人朝貢馬及方物。永樂二年九月，遣人朝貢方物，賀立皇太子。永樂三年四月，遣弟楊孟瑄貢馬。永樂四年正月，遣人貢馬四十匹。永樂四年十二月，遣人貢馬及方物。永樂五年十一月，遣弟楊珪貢方物。
草塘安撫司、黃平安撫司、重長安官司所轄當科篤雍等十一寨蠻人不服從統治，楊昇曾請求明朝派兵剿滅。但明成祖認為若是突然調兵剿滅會使一方百姓受害，不准其請，命令派官前去宣示朝廷恩德。永樂七年四月，楊昇招誘蠻人歸順。永樂八年五月，遣長官王珪朝貢馬。永樂九年四月，楊昇前往明朝進貢馬匹及方物、賀萬壽聖節。永樂十年正月，楊昇遣兄楊亮貢馬。楊昇獲賜白金百兩金織綺衣一襲錦綺十疋，楊亮獲賜白金文綺襲衣。永樂十一年八月，遣人貢馬。永樂十一年十月，貴州總兵官顧成等人征討蠻寇，明廷令楊昇選調土兵六千人協助征討。
永樂十二年十二月，楊昇遣人貢馬。永樂十三年三月，遣兄楊孟莊等貢馬、慶賀平定漠北。永樂十五年十一月，楊昇前往明朝進貢馬三十匹。永樂十九年四月，楊昇再度前往明朝進貢馬匹。永樂二十一年四月，遣安撫羅宗昭等貢方物。永樂二十二年正月，遣使進貢馬匹。永樂二十二年九月，遣使貢馬。洪熙元年二月，楊昇前往明朝進貢馬匹。洪熙元年四月，率領土官進貢馬匹。洪熙元年七月，再次前往明朝進貢馬匹。閏七月，獲賜鈔幣。宣德元年三月，赴明朝貢馬。宣德元年四月，楊昇與鹽井衞副千戶毛鍾、黎州安撫司把事馬且、松潘等處番僧圓旦兒監參、雲南雲南縣把事李勝等人獲賜鈔綵幣表裏襲衣有差。宣德元年五月，遣長官楊福通進貢馬。宣德二年三月，遣黃平安撫司土官同知楊勝顯貢馬。宣德三年二月中，遣正長官鄭釗等貢馬。宣德三年六月，遣弟楊欽貢馬。宣德四年四月，遣長官馮添祺貢馬。宣德四年六月，遣姪九成貢馬。宣德七年三月，遣姪忠貢馬。宣德八年二月，遣副使楊昌建（亦作楊旵、楊昌）貢馬。宣德九年二月，遣長官楊威貢馬。宣德十年七月，遣使貢馬。正統元年十二月，遣長官楊勝宗等貢馬。正統三年正月，遣子楊綱進貢馬匹。正統三年正月致仕，由嫡長孫楊炯襲職。
楊昇墓位于遵义市汇川区高坪街道衙院，於1972年被發現。高坪古墓群為播州土司的一處墓葬群，楊昇墓在該墓葬群中編號為M7。楊昇墓為楊昇與繼妻田氏的夫妻合葬墓，封土堆已被毀，出土有《楊昇墓志铭》和《田氏墓志铭》。